# Radešić
Radešić es una localidad de Croacia en el municipio de Breznički Hum, condado de Varaždin.

## Geografía
Se encuentra a una altitud de 253 m s. n. m. a 57,6 km de la capital nacional, Zagreb.

## Demografía
En el censo 2011, el total de población de la localidad fue de 213 habitantes.
| Gráfica de población de Radešić 1857-2011                           |
|                                                                     |
| Según los censos de población de la oficina estadística de Croacia. |